# Гектор Гутінк
Гектор Гутінк (нід. Hector Goetinck, нар. 5 березня 1887, Брюгге — пом. 25 червня 1943, Кнокке-Гейст) — бельгійський футболіст, що грав на позиції півзахисника. По завершенні ігрової кар'єри — тренер.
Виступав за «Брюгге» і національну збірну Бельгії. Згодом працював із цими ж командами як тренер.
Чемпіон Бельгії.

## Клубна кар'єра
У дорослому футболі дебютував 1903 року виступами за команду клубу «Брюгге», в якій встиг провести одинадцять сезонів до початку Першої Світової війни. У команді, яка була серед лідерів бельгійського футболу, був ключовим гравцем середини поля.
Після війни повернувся до «Брюгге», за який відіграв ще 9 сезонів. У першому повоєнному розіграші національного чемпіонату здобув єдиний у своїй ігровій кар'єрі титул чемпіона Бельгії. Завершив професійну кар'єру футболіста виступами за команду «Брюгге» у 1928 році.

## Виступи за збірну
1906 року дебютував в офіційних матчах у складі національної збірної Бельгії. Протягом кар'єри у національній команді, яка тривала до 1923 року, провів у формі головної команди країни лише 17 матчів, забивши 2 голи.

## Кар'єра тренера
Розпочав тренерську кар'єру відразу по завершенні кар'єри гравця, увійшовши 1928 року до очолюваного австрійським спеціалістом Віктором Левенфельдом тренерського штабу національної збірної Бельгії.
За два роки, у 1930 був призначений головним тренером збірної та, паралельно, став очільником тренерського штабу рідного клубу, «Брюгге». На чолі збірної став учасником першого  чемпіонату світу 1930 року, заради якого бельгійці здійснили тривалу морську подоріж до Уругваю, де вибули з боротьби вже після групової стадії, на якій поступилися 0:3 збірній США, а згодом мінімально програли парагвайцям (0:1). Попри такий результат Гутінк залишився працювати у збірній і готував її до наступного чемпіонату світу 1934 року, що проходив в Італії. Цей турнір проходив за форматом плей-оф і на ньому бельгійці провели лише одну гру, вже на стадії 1/8 фіналу програвши з рахунком 2:5 збірній Німеччини. Після цього турніру Гутінк пішов зі збірної, тренерський штаб «Брюгге» він залишив роком раніше, також через незадовільні результати.
1937 року очолив третьоліговий клуб «Остенде», з яким зміг підвищитися у класі до другого бельгійського дивізіону.
1940 року під керівництвом Гектора Гутінка ще дві гри провела національна збірна Бельгії.
Загинув 25 червня 1943 року у містечку Кнокке-Гейст внаслідок потрапляння авіаційної бомби у готель, в якому він на той момент мешкав.

## Титули і досягнення
- Чемпіон Бельгії (1):

«Брюгге»:  1919-1920